# Korzert (Wuppertal)
Korzert ist eine Hofschaft in der bergischen Großstadt Wuppertal.

## Lage und Beschreibung

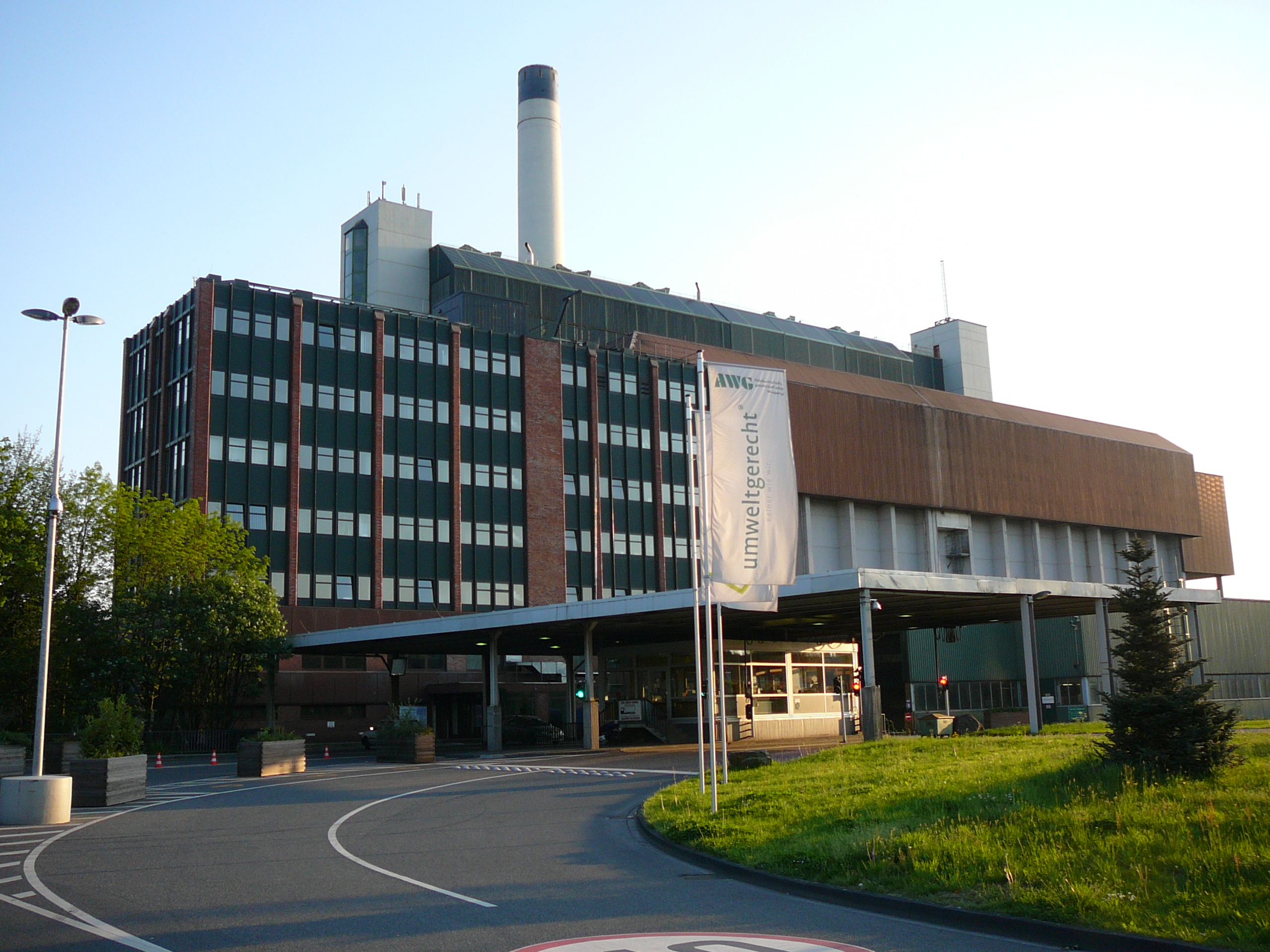
Das Wuppertaler Müllheizkraftwerk bei Korzert

Die Hofschaft liegt im Süden des Wohnquartiers Küllenhahn im Stadtbezirk Cronenberg auf einer Höhe von 299 m ü. NHN im Quellbereich des Burgholzbachs. 
Unmittelbar südlich des Ortes befindet sich an der gleichnamigen Straße Korzert das zentrale Wuppertaler Müllheizkraftwerk, dazwischen verlaufen die Landesstraße 418 und die zum Rad- und Wanderweg umgebaute Trasse der stillgelegten Burgholzbahn. Das Ostportal des Burgholztunnels liegt westlich von Korzert. Östlich wurden 2006 ein großer Gewerbebetrieb und ein neues Feuerwehrhaus der Hahnerberger Freiwilligen Feuerwehr errichtet. Im Norden befindet sich das Schulzentrum Süd.

## Geschichte
Die Hofschaft ist bereits auf der Topographia Ducatus Montani des Erich Philipp Ploennies aus dem Jahre 1715 als größerer Hof verzeichnet. 